# Leonard Retel Helmrich
Leonard Retel Helmrich (Tilburg, 16 augustus 1959 – aldaar, 15 juli 2023) was een Nederlands cineast. Met Stand van de maan en Stand van de Sterren heeft hij tweemaal de hoogste prijs ontvangen van IDFA. Vanwege zijn verdiensten voor het Nederlandse en internationale filmklimaat is hij op 5 juni 2018 benoemd tot Ridder in de Orde van de Nederlandse Leeuw.

## Biografie
Leonard Retel Helmrich werd geboren in Tilburg. In 1982 verhuisde hij naar Amsterdam en volgde daar een studie op het gebied van filmkunst.
In 1986 studeerde hij af aan de Nederlandse Film en Televisie Academie in de richtingen regie, scenario en montage voor speelfilm. Hij debuteerde vervolgens in 1990 met de speelfilm Het Phoenix Mysterie. Zijn eerste documentaire Moving Objects 1991 won een prijs in San Francisco.
Na het voltooien van Moving Objects ging Retel Helmrich naar Indonesië, het geboorteland van zijn ouders. Indonesië vormde het decor voor vele latere documentaires. Tijdens het filmen drong hij door tot de Indonesische politiek die tot 1998 beheerst werd door het regime van Soeharto en zijn familie. Retel Helmrich maakte een portret van Soeharto en zijn vrouw in hun Jakartaanse paleis. In 1995 werd hij tijdens het filmen van een demonstratie in Solo (Midden-Java) door de Indonesische politie gearresteerd op verdenking van spionage en subversieve activiteiten. Door adequaat optreden van zijn oudere broer Anton en tussenkomst van de Nederlandse Ambassade werd Retel Helmrich als persona non grata uitgezet. Helmrich mocht eind 1997 terugkomen en vervolgde zijn activiteiten in Indonesië. Tussen 1995 en 1997 verbleef Retel Helmrich onder andere in de Verenigde Staten (Kansas City, Missouri) en hield zich daar bezig met het verder ontwikkelen van zijn filmstijl Single Shot Cinema.
Bij terugkomst in Indonesië bleek een groot deel van het eerder gemaakte materiaal te zijn vernietigd of onbruikbaar te zijn geworden.
Retel Helmrich maakte een drieluik waarin hij twaalf jaar een gezin volgt dat tijdens politieke en religieuze conflicten in Indonesië  probeert te overleven.  Zo ontstond in 2001 Stand van de Zon, die in Noyon (Zwitserland) het filmfestival won en goede recensies kreeg van de pers.
Stand van de maan werd in 2004 openingsfilm van IDFA (International Documentary Festival Amsterdam) en kreeg later ook de Joris Ivensprijs. De film ontving in 2005 ook de grote prijs voor documentaires op het Sundance Film Festival (USA). Verder kreeg Stand van de maan onderscheidingen in Chicago en Montreal.
De laatste film van de drieluik is Stand van de Sterren uit 2010. Ook deze film werd de openingsfilm van IDFA en kreeg twee prijzen: een voor de hoofdprijs en een voor de beste Nederlandse documentaire. Deze film heeft ook een prijs gewonnen in de categorie World Cinema Documentary Sundance Film Festival in januari 2011. Leonard Retel Helmrich is de eerste cineast die tweemaal de hoogste onderscheiding heeft ontvangen van IDFA en de enige Nederlander die ooit de hoofdprijs heeft gewonnen bij het filmfestival van Sundance.
Begin 2017 kreeg Retel Helmrich tijdens de bewerking van zijn documentaire The Long Season een acute hartstilstand waardoor hij met blijvende gezondheidsproblemen kampte. Retel Helmrich overleed op 63-jarige leeftijd.

## Filmografie
- 1986 - De Drenkeling (eindexamenfilm Nederlandse Film- en Televisie Academie)
- 1988 - Dag mijn klas, ik mis jullie allemaal (documentaire voor NOS televisie)
- 1990 - Het Phoenix Mysterie (speelfilmdebuut met Luc Boyer, Liz Snoyink en Manouk van der Meulen in de hoofdrollen)
- 1991 - Moving Objects (documentaire over beeldend theater) geproduceerd door Scarabeefilms B.V.
- 1994 - Jemand auf der Treppe (eerste verslag in Single Shot Cinema van Orkater) geproduceerd door Scarabeefilms
- 1995 - Art Non-Blok (documentaire over beeldende kunst in de derde wereld)
- 1996 - Closed Circuit (Art Performance van het Kansas City Art Institute)
- 1999 - Als een vloedlijn (documentaire over Feike Boschma, beeldend kunstenaar) geproduceerd door Scarabeefilms
- 2000 - The body of Indonesia's conscience (documentaire voor Indonesische conferentie)
- 2001 - De Stand van de Zon (Eye of the Day) geproduceerd door Scarabeefilms
- 2003 - Vlucht uit de Hemel (documentaire voor VPRO televisie) geproduceerd door Scarabeefilms
- 2004 - Stand van de Maan (Shape of the Moon) geproduceerd door Scarabeefilms
- 2006 - Aladi (documentaire voor Surinaamse televisie i.s.m. Pim de la Parra)
- 2006 - Promised Paradise (documentaire voor VPRO televisie) geproduceerd door Scarabeefilms
- 2006 - Jadwiga’s laatste reis (documentaire voor NPS televisie) geproduceerd door Scarabeefilms
- 2006 - In My Fathers Country (Director of Photography in documentaire voor Australische televisie)
- 2009 - Contract Pensions: Djangan Loepah (documentaire van Hetty Naaijkens-Retel Helmrich, waarin Leonard Director of Photography was) geproduceerd door Scarabeefilms
- 2009 - The Burning Season (Director of Photography in documentaire voor BBC en Australische televisie)
- 2009 - Nuclear Underground in New Mexico USA (documentaire van Peter Galison en Rob Moss, waarin Leonard Director of Photography was)
- 2010 - Stand van de Sterren geproduceerd door Scarabeefilms
- 2012 - Raw Herring of Hollandse Nieuwe, een documentaire gemaakt voor de EO
- 2017 - The Long Season geproduceerd door Pieter van Huijstee film & tv producties.

## Onderscheidingen
- 1992 - Special Jury Award Best Artist-Profile of the International Golden Gate Film Festival of San Francisco" voor Moving Objects
- 1994 - Nomination New Media Award Top Television München" voor Jemand auf der Treppe
- 2002 - Stand van de Zon
  - Audience Award Visions du Réel Nyon (Zwitserland)
  - Award Prix SRG SSR Idée Suisse
  - Grand Prix of the Jury Maremma Doc Festival Pal Mares
  - Dutch Academy Award Gouden Beeld Best Documentary
  - Audience Award 7th International Film Festival Split (Joegoslavië)
- 2003 - Nomination Gouden Kalf voor Vlucht uit de Hemel
- 2004 - Openingsfilm IDFA met Stand van de Maan
  - Grand Joris Ivens Award IDFA
  - Grand World Documentary Award Sundance Film Festival
  - Best Cinematography Award International Documentary Film Festival Chicago
  - Openingsfilm International Film Festival Bermuda
  - Grand Jury Award Full Frame USA
  - Kristallen Prijs Nederland
  - Asja.biz Prize - Best Documentary Cinemabiente Environmental Film Festival Turijn
  - Audience Award Rencontres Documentary Film Festival Montreal voor Stand van de Maan
- 2006 - Grand Golden Dhow Best Documentary Award at the Zanzibar International Film Festival voor Promised Paradise
- 2010 - Openingsfilm IDFA met Stand van de Sterren
  - VPRO/IDFA Grand Jury Award for Best Feature Length Documentary
  - Beste Nederlandse Documentaire
- 2011 - Special jury Award World Documentary Sundance
- 2011 - Grand jury Award Abu Dhabi filmfestival
- 2011 - Grand jury Award Durban international filmfestival
- 2017 - Grand jury Award Best Dutch Documentary in Amsterdam
- 2018 - Benoeming tot Ridder in de Orde van de Nederlandse Leeuw